# Frank J. Urioste
Frank Joseph Urioste (* 28. April 1938 in Los Angeles) ist ein US-amerikanischer Filmeditor, der dreimal für den Oscar nominiert war.

## Leben
Urioste begann 1957 seine Karriere im Bereich Filmschnitt bei MGM als Assistent von Henry Mancini, für den er Musikstücke für die Serien Peter Gunn und Mr. Lucky schnitt. Hier lernte er auch seinen Mentor Ralph E. Winters kennen, den er selbst als sein großes Vorbild bezeichnet. 1960 trat er für zwei Jahre der US Army bei und ging danach bis Ende der 1960er Jahre zurück zu MGM, wo er Schnittassistent bei Filmen wie Das dreckige Dutzend und Meuterei auf der Bounty war. 
1969 montierte er mit Eine Witwe mordet leise seinen ersten Film als eigenständiger Editor. In den 1970er Jahren arbeitete er hauptsächlich an B-Movies. In den 1980er Jahren schaffte er durch die Zusammenarbeit mit Regisseur Richard Fleischer seinen endgültigen Durchbruch. Er erlangte einen exzellenten Ruf als Editor für aufwändige Actionfilme durch seine Zusammenarbeit mit Paul Verhoeven (RoboCop, Die totale Erinnerung – Total Recall, Basic Instinct) und Renny Harlin (Cliffhanger – Nur die Starken überleben, Die Piratenbraut, Deep Blue Sea). Seit 1998 ist Frank J. Urioste Senior Vice President in der Filmentwicklungsabteilung bei Warner Bros.
Frank J. Urioste ist Mitglied der American Cinema Editors und wurde von der Organisation 2007 für sein Lebenswerk ausgezeichnet.

## Filmografie
- 1969: Eine Witwe mordet leise (What Ever Happened to Aunt Alice?) – Regie: Lee H. Katzin
- 1971: Die Grissom Bande (The Grissom Gang) – Regie: Robert Aldrich
- 1972: The Hoax – Regie: Robert Anderson
- 1972: Hilfe, ich habe Erfolg! (Get to know Your Rabbit) – Regie: Brian De Palma
- 1974: Vier Vögel am Galgen (The Spikes Gang)
- 1976: Schlacht um Midway (Midway) – Regie: Jack Smight
- 1977: Straße der Verdammnis (Damnation Alley) – Regie: Jack Smight
- 1978: Die Boys von Kompanie C. (The Boys in Company C) – Regie: Sidney J. Furie
- 1979: Die Chance seines Lebens (Fast Break) – Regie: Jack Smight
- 1980: Der Jazz-Sänger (The Jazz Singer)
- 1980: Ein Walzer vor dem Frühstück (Loving Couples) – Regie: Jack Smight
- 1982: Entity – Es gibt kein Entrinnen vor dem Unsichtbaren, das uns verfolgt (The Entity) – Regie: Sidney J. Furie
- 1983: Trenchcoat – Regie: Michael Tuchner
- 1983: Amityville III (Amityville 3-D) – Regie: Richard Fleischer
- 1984: Conan der Zerstörer (Conan the Destroyer) – Regie: Richard Fleischer
- 1985: Red Sonja – Regie: Richard Fleischer
- 1986: Hitcher, der Highway Killer (The Hitcher) – Regie: Robert Harmon
- 1987: RoboCop – Regie: Paul Verhoeven (Oscar-Nominierung)
- 1988: Stirb langsam (Die Hard) – Regie: John McTiernan (Oscar-Nominierung)
- 1989: Road House – Regie: Rowdy Herrington
- 1990: Die totale Erinnerung – Total Recall (Total Recall) – Regie: Paul Verhoeven
- 1992: Basic Instinct – Regie: Paul Verhoeven (Oscar-Nominierung)
- 1993: Cliffhanger – Nur die Starken überleben (Cliffhanger) – Regie: Renny Harlin
- 1993: Tombstone – Regie: George Pan Cosmatos
- 1994: Tödliche Geschwindigkeit (Terminal Velocity) – Regie: Deran Sarafian
- 1995: Die Piratenbraut (Cutthroat Island) – Regie: Renny Harlin
- 1996: Einsame Entscheidung (Executive Decision) – Regie: Stuart Baird
- 1997: Fletcher’s Visionen (Conspiracy Theory) – Regie: Richard Donner
- 1998: Lethal Weapon 4 – Regie: Richard Donner
- 1999: Deep Blue Sea – Regie: Renny Harlin

## Auszeichnungen
- Oscar
  - 1988: Nominierung für den Besten Schnitt von RoboCop
  - 1989: Nominierung für den Besten Schnitt von Stirb langsam
  - 1993: Nominierung für den Besten Schnitt von Basic Instinct
- ACE Career Achievement Award 2007